# Olga Nikítina
Olga Nikítina –en ruso, Ольга Никитина– (Lípetsk, 26 de noviembre de 1998) es una deportista rusa que compite en esgrima, especialista en la modalidad de sable.
Participó en los Juegos Olímpicos de Tokio 2020, obteniendo una medalla de oro en la prueba por equipos (junto con Sofia Pozdniakova y Sofia Velikaya).
Ganó una medalla de oro en el Campeonato Mundial de Esgrima de 2019 y una medalla de oro en el Campeonato Europeo de Esgrima de 2019.

## Palmarés internacional
| Juegos Olímpicos   | Juegos Olímpicos      | Juegos Olímpicos | Juegos Olímpicos  |
| Año                | Lugar                 | Medalla          | Prueba            |
| ------------------ | --------------------- | ---------------- | ----------------- |
| 2020               | Tokio (Japón)         | Medalla de oro   | Sable por equipos |
| Campeonato Mundial |                       |                  |                   |
| Año                | Lugar                 | Medalla          | Prueba            |
| 2019               | Budapest (Hungría)    | Medalla de oro   | Sable por equipos |
| Campeonato Europeo |                       |                  |                   |
| Año                | Lugar                 | Medalla          | Prueba            |
| 2019               | Düsseldorf (Alemania) | Medalla de oro   | Sable por equipos |